# William Chamberlain (cónego)
William Chamberlain DD (falecido em 18 de maio de 1666) foi um cónego de Windsor de 1660 a 1666.

## Carreira
Ele foi educado no Trinity College, Cambridge e formou-se BA em 1640, MA em 1643 e DD em 1660.
Ele foi nomeado:
- Capelão doméstico de James Butler, primeiro duque de Ormonde
- Reitor de Orwell, Cambridge 1664-1666

Ele foi nomeado para a sexta bancada na Capela de São Jorge, Castelo de Windsor em 1660 e manteve a canonaria até 1666.